# Live Over Europe!
Live Over Europe! är ett livealbum av den tyska hårdrocksgruppen Bonfire från 2002. Skivan är inspelad vid en livekonsert i England gjorda under Bonfire's Golden Bullets Tour 2002.

## Låtlista
| Nr  | Titel                  | Kompositör                                              | Längd |
| --- | ---------------------- | ------------------------------------------------------- | ----- |
| 1.  | Daytona Nights         | Lessmann, Ziller, Köhler, Lausmann, Wiehler             | 4:14  |
| 2.  | Don't Go Changing Me   | Lessmann, Ziller                                        | 3:54  |
| 3.  | Bang Down the Door     | Halligan Jr, Schleifer, Lessmann, Ziller                | 4:22  |
| 4.  | Hot To Rock            | Ziller, Deisinger, Lessmann                             | 3:55  |
| 5.  | Don't Touch the Light  | Ziller, Maier-Thorn, Lessmann                           | 2:13  |
| 6.  | Sweet Obsession        | Ponti, Turner, Lessmann, Ziller, Maier-Thorn, Deisinger | 3:44  |
| 7.  | Down To Atlanta        | Lessmann, Ziller                                        | 4:00  |
| 8.  | Proud of My Country    | Lessmann, Ziller                                        | 5:32  |
| 9.  | Heat In the Glow       | Lessmann, Ziller                                        | 3:50  |
| 10. | Who's Foolin' Who      | Ribler, Schleifer, Lessmann, Ziller                     | 5:00  |
| 11. | Goodnight Amanda       | Lessmann, Ziller                                        | 5:03  |
| 12. | Under Blue Skies       | Lessmann, Ziller                                        | 5:25  |
| 13. | American Nights        | Lessmann, Ziller, Maier-Thorn, Ribler                   | 3:41  |
| 14. | Sweet Home Alabama     | King, Van Zant, Rossington                              | 4:01  |
| 15. | Strike Back            | Lessmann, Ziller                                        | 4:38  |
| 16. | Good Time Rock N' Roll | Lessmann, Ziller                                        | 5:13  |
| 17. | Until the Last Goodbye | Lessmann, Ziller                                        | 4:57  |

## Band medlemmar
- Claus Lessmann - sång
- Hans Ziller - gitarr & bakgrundssång
- Uwe Köhler - bas & bakgrundssång
- Jürgen Wiehler - trummor & bakgrundssång